# Кофи Спрингс (Алабама)
Кофи Спрингс (енгл. Coffee Springs) град је у америчкој савезној држави Алабама. По попису становништва из 2010. у њему је живело 228 становника.

## Демографија
Према попису становништва из 2010. у граду је живело 228 становника, што је 23 (9,2%) становника мање него 2000. године.
| Група             | 2000.       | 2010.       |
| Белци             | 234 (93,2%) | 216 (94,7%) |
| Афроамериканци    | 10 (4,0%)   | 0 (0,0%)    |
| Азијати           | 0 (0,0%)    | 0 (0,0%)    |
| Хиспаноамериканци | 0 (0,0%)    | 6 (2,6%)    |
| Укупно            | 251         | 228         |